# Когло
Когло (словен. Koglo) је насељено место у општини Шмарјешке Топлице, регија Југоисточна Словенија, Словенија.

## Историја
До територијалне реорганизације у Словенији била је у саставу старе општине Ново Место. Као самостално насеље, Когло постоји од 1996. године. Настао је спајањем издвојених делова из насеља Радовља, Села при Збурах и Жаловиче.

## Становништво
У попису становништва из 2011. године, Когло је имало 40 становника.
| Број становника према пописима | Број становника према пописима |
| ------------------------------ | ------------------------------ |
| 2002                           | 2011                           |
| 43                             | 40                             |

Напомена: Године 1996. настала спајањем посебних делова од насеља Радовља, Села при Збурах и Жаловиче. Године 2010. извршена је мања размена територија између насеља Когло и Жаловиче.